# Episodi di Afterlife - Oltre la vita (seconda stagione)
Di seguito la lista degli episodi della seconda e ultima stagione della serie televisiva Afterlife - Oltre la vita.
| nº | Titolo originale         | Titolo italiano | Prima TV USA      | Prima TV Italia |
| -- | ------------------------ | --------------- | ----------------- | --------------- |
| 1  | Roadside Bouquets        |                 | 16 settembre 2006 |                 |
| 2  | The Rat Man              |                 | 23 settembre 2006 |                 |
| 3  | Lullaby                  |                 | 30 settembre 2006 |                 |
| 4  | Your Hand in Mine        |                 | 7 ottobre 2006    |                 |
| 5  | Mirrorball               |                 | 21 ottobre 2006   |                 |
| 6  | Mind the Bugs Don't Bite |                 | 28 ottobre 2006   |                 |
| 7  | Things Forgotten         |                 | 4 novembre 2006   |                 |
| 8  | A Name Written in Water  |                 | 11 novembre 2006  |                 |